# فیرویو (اورگن)
فیرویو (به انگلیسی: Fairview) شهری در شهرستان مولتنمه ایالت اورگن است و در سرشماری سال ۲۰۱۱ میلادی، ۸٬۹۲۰ نفر جمعیت داشته که نسبت به سال ۲۰۱۰، ۰ درصد رشد جمعیت داشته‌است.

## موقعیت جغرافیایی
موقعیت جغرافیایی شهرها و مناطق اطراف به شرح زیر است: